# Roberto Esposito
Pour les articles homonymes, voir Esposito.
Roberto Esposito, né le 4 août 1950 à Piano di Sorrento (Italie) est un philosophe italien, spécialiste de philosophie morale et politique.

## Biographie
Roberto Esposito enseigne l’histoire des doctrines politiques et la philosophie morale à l’Istituto italiano di Scienze Umane de Florence et de Naples et à la Faculté de Sciences Politiques de l’Istituto Orientale de Naples (Italie), dont il est également directeur du Département de Philosophie et Politique.
Il est codirecteur de la revue Filosofia Politica depuis sa fondation, en 1987, et l’un des membres fondateurs du centre pour la recherche sur le lexique politique européen, dont le siège se trouve à Bologne.
Il est par ailleurs consultant éditorial et scientifique de la revue MicroMega, dirige la collection de philosophie politique « Teoria e oggetti » des éditions Liguori, la collection « Storia e teoria politica » des éditions Bibliopolis, la collection « Comunità e Libertà » des éditions Laterza et codirige aussi la collection « Per la storia della filosofia politica » pour l’éditeur Franco Angeli. Il occupe, en outre, la fonction de consultant en philosophie pour les éditions Einaudi.
Enfin, il est membre du comité scientifique international du Collège international de philosophie. Ses ouvrages sont traduits en plusieurs langues (français, allemand, anglais, espagnol, portugais).

## Pensée
Le présupposé de sa recherche philosophique est que le lexique traditionnel de la politique s’est épuisé et qu’il est nécessaire de lui trouver de nouvelles formulations. Il ne s’agit pas néanmoins d’abandonner définitivement les mots de la philosophie politique occidentale, mais de les appréhender d’un point de vue historique et théorique de manière à mettre en évidence leur aspect jusqu’alors « impensé ». Il en résulte un éventail d’interprétations qui se situent au croisement de divers champs conceptuels et linguistiques : philosophie, anthropologie, littérature, théologie. À travers l’analyse des catégories politiques élaborées par les classiques de la pensée moderne et contemporaine (de Machiavel à Carl Schmitt, de Hannah Arendt à Simone Weil, et de Georges Bataille à Leo Strauss), il a souligné les limites du politique, en tant qu’organisation qui se confronte nécessairement au caractère irréductible de la forme vivante.
Sa trilogie, Communitas, Immunitas et Bios, est tout à fait représentative d'une pensée qui, en France, est en résonance avec les travaux de Jean-Luc Nancy, avec lequel il a collaboré à plusieurs reprises.

## Communitas. Immunitas. Bios.

### Origine et destin de la communauté
Communitas est une tentative conceptuelle de redéfinir l’idée de communauté, hors de toute référence aux communautarismes passés et présents, en privilégiant plutôt les auteurs – de Rousseau à Kant ou à Heidegger – chez lesquels prévaut une conception de la communauté en tant que loi commune de l’« être ensemble », mais aussi la conscience tragique de ce qu’elle a d’irréalisable d’un point de vue politique.

### Protection et négation de la vie
Immunitas est une lecture biopolitique des conflits au sein du « corps social ». Ce livre poursuit le travail de creusement théorique commencé dans Communitas et place la catégorie de l’immunité au centre de cette réflexion sur ce qui désagrège la société et comment politiquement celle-ci se défend.

### Biopolitique et philosophie
Bios est une relecture, à partir de Michel Foucault, de l’histoire de la pensée biopolitique à la lumière du concept d’immunité (l’immunitas étant une « protection négative de la vie »). C’est une mise en question de la philosophie elle-même.

## Ouvrages
en italien
- Vico e Rousseau e il moderno Stato borghese, De Donato, 1976 ;
- Ideologie della neo-avanguardia, Liguori, 1976 ;
- Il sistema dell’indifferenza : Moravia e il fascismo, Dedalo, 1978 ;
- La politica e la storia : Machiavelli e Vico, Liguori, 1980 ;
- Divenire della ragione moderna : Cartesio, Spinoza, Vico, avec Biagio De Giovanni et Giuseppe Zarone, Liguori, 1981 ;
- Ordine e conflitto : Machiavelli e la letteratura politica del Rinascimento italiano, Liguori, 1984 ;
- (dir.), La pluralità irrapresentabile : il pensiero politico di Hannah Arendt, Quattro Venti, 1987 ;
- Categorie dell’impolitico, Il Mulino, 1988 ; rééd. 1999 ;
- Nove pensieri sulla politica, Il Mulino, 1993 ;
- (dir.), Oltre la politica, anthologie de la pensée « impolitique », Bruno Mondadori, 1996.
- L’origine della politica : Hannah Arendt o Simone Weil ?, Donzelli, 1996 ;
- Lo specchio del reame : riflessioni su potere e comunicazione, Longo Angelo, 1997 ;
- Communitas : origine e destino della comunità, Einaudi, 1998 ; rééd. 2006 ;
- Introduzione à Jean-Luc Nancy, L’esperienza della libertà, Einaudi, 2000 ;
- (dir. avec Carlo Galli), Enciclopedia del pensiero politico : autori, concetti, dottrine, Laterza, 2000 ; rééd. 2005 ;
- Dialogo sulla filosofia a venire, in Jean-Luc Nancy, Essere singolare plurale, trad. du français par Davide Tarizzo, Einaudi, 2001 ;
- Immunitas : protezione e negazione della vita, Einaudi, 2002 ;
- Bios : biopolitica e filosofia, Einaudi, 2004 ;
- Terza persona : politica della vita e filosofia dell’impersonale, Einaudi, 2007 ;
- Termini della politica : comunità, immunità, biopolitica, Mimesis, 2008 ;
- Pensiero vivente : origine e attualità della filosofia italiana, Einaudi, 2010 ;
- Dieci pensieri sulla politica, Il Mulino, 2011 ;
- Comunità e biopolitica, Mimesis, 2012 ;
- Dall'impolitico all'impersonale : conversazioni filosofiche, Mimesis, 2012 ;
- Due : la macchina della teologia politica e il posto del pensiero, Einaudi, 2013 ;
- Le persone e le cose, Einaudi, 2014.

en français
- « La Perspective de l'impolitique », Tumultes, n° 8, L'Harmattan, 1996 ;
- Communitas : origine et destin de la communauté, trad. de Nadine Le Lirzin, précédé de Conloquium de Jean-Luc Nancy, PUF, coll. « Les Essais du Collège international de philosophie », Éditions Odile Jacob, 2000 ;
- « Communauté ne signifie pas identité, mais altérité », trad. de Nadine Le Lirzin, Le Monde, 19 décembre 2000 ;
- Réflexions sur l’impolitique, trad. de Nadine Le Lirzin, in Id. et al., Université de tous les savoirs, sous la direction d’Yves Michaud, vol. VI : Qu’est-ce que la culture ?, 2001 ;
- Catégories de l’impolitique, trad. de Nadine Le Lirzin, Éditions du Seuil, coll. « L’Ordre philosophique », 2005 ;
- Communauté, immunité, biopolitique, trad. de Bernard Chamayou, préface de Frédéric Neyrat, Les Prairies ordinaires, coll. « Penser/croiser », 2010.

## Sources
- (fr) Présentation par Rada Ivekovic au Collège international de philosophie, le 18 juin 2005 [PDF] « http://www.ci-philo.asso.fr/pdf/SDL/Esposito%20pr%C3%A9sentation%20Rada.pdf »(Archive.org • Wikiwix • Archive.is • Google • Que faire ?) et, plus largement, dossier [PDF] de toutes les interventions reprises, avec réponses de l’auteur, dans Papiers, n° 59, 2008 .
- (it) « Esposito e le parole nuove della politica », article de Corrado Ocone (s.d.)  (voir aussi, sur le même site, l’article « Due radici, un continente » par Roberto Esposito avec Mauro Buonocore et Alessandro Lanni .
- (es) « Vivimos una suerte de infarto del mundo », entretien du 3 janvier 2007 dans La Nacion (Buenos Aires) .
- (it) « Politiche della vita sul margine pericoloso dell’impersonale », interview du 21 juin 2007 par Roberto Ciccarelli pour le Centro per la Riforma dello Stato .
- (pt) « Aproximações à biopolítica », présentation des conférences des 14 et 15 mars 2008 à Lisbonne .